# Albert Lezius (Mediziner)

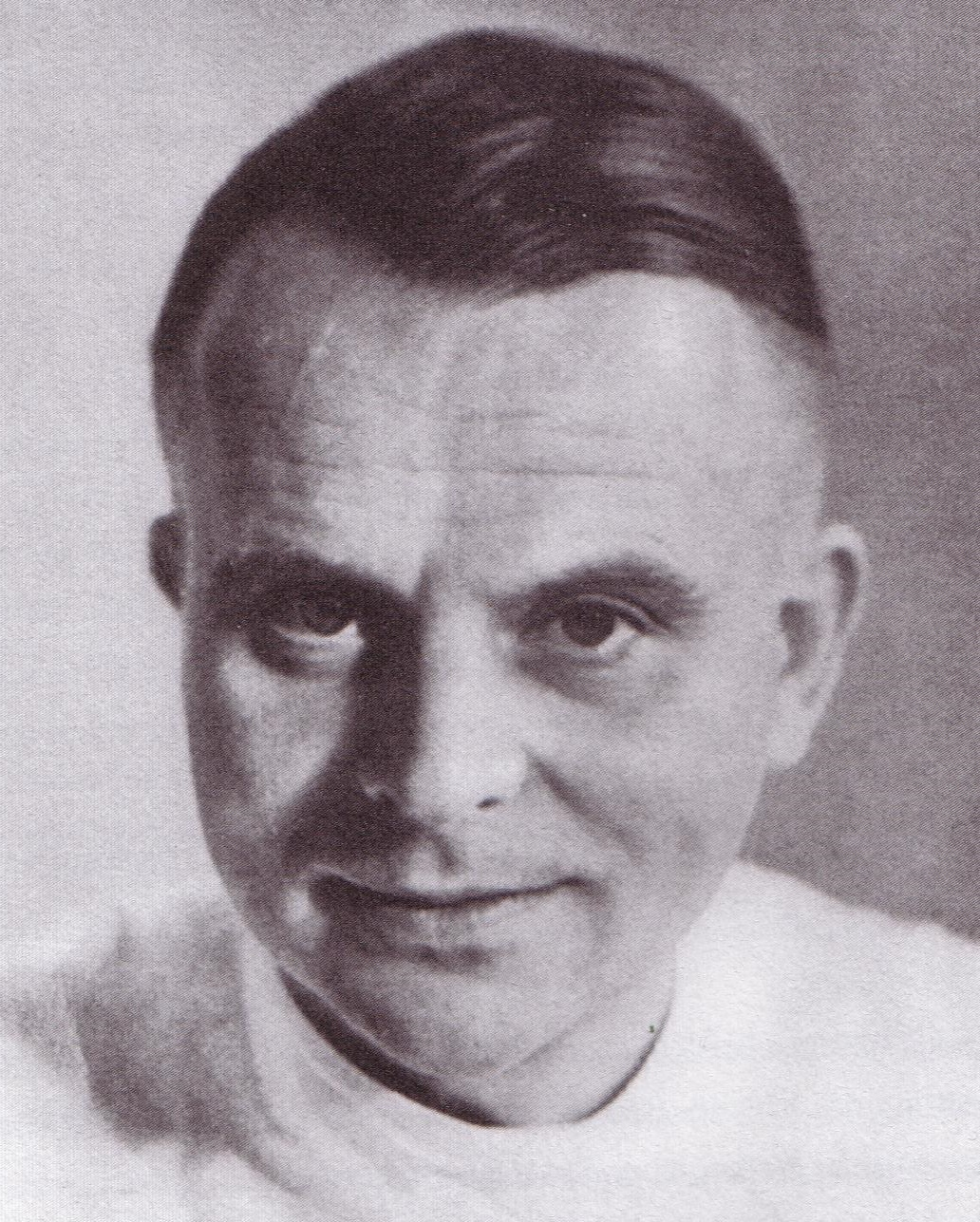
Albert Lezius (1951)

Albert Lezius (* 5. Januar 1903 in Dessau; † 19. November 1953 in Hamburg) war ein deutscher Chirurg und Hochschullehrer.

## Leben
Albert Lezius kam als zweites Kind des Geheimen Justizrats Walther Lezius und seiner Ehefrau Agnes geborene Schubert in Dessau zur Welt.
Er besuchte das humanistische Gymnasium in Köthen. Nach dem Abitur begann er an der Eberhard-Karls-Universität Medizin zu studieren. Als dritter seiner Familie renoncierte er 1923 beim Corps Rhenania Tübingen. Als Inaktiver wechselte er an die Ludwig-Maximilians-Universität München. In München lernte er Rudolf Nissen kennen. Zeitlebens war er ihm freundschaftlich verbunden. Im Frühjahr 1927 bestand Lezius das Staatsexamen.

### Mainz, Frankfurt und Clichy
Durch Nissen fand Lezius als Assistent den Weg zu Wilhelm Jehn (1883–1935), einem Schüler von Ferdinand Sauerbruch in München, der im Städtischen Krankenhaus Mainz die Leitung der Chirurgischen Klinik übernommen hatte. In Mainz schrieb Lezius seine Doktorarbeit, mit der er 1931 bei Sauerbruch in Berlin zum Dr. med. promoviert wurde. Nach Jehns überraschendem Ableben 1935 wurde Lezius mit der kommissarischen Leitung der Mainzer Klinik betraut. Von 1935 bis 1939 war er Assistenzarzt bei Martin Kirschner in der Chirurgischen Klinik der Ruprecht-Karls-Universität Heidelberg. 1938 habilitierte er sich mit einer Arbeit über die Revaskularisation insuffizienter Koronargefäße. Sie machte ihn international bekannt. In Deutschland gehörte er zu den ersten Chirurgen, die sich mit der operativen Behandlung von Herzklappenfehlern auseinandersetzten. Kirschner ernannte ihn zum Oberarzt.
Am 1. April 1939 wurde er Chefarzt am Bürgerhospital (Frankfurt am Main). Kaum eingearbeitet, wurde er nach fünf Monaten zur Wehrmacht eingezogen. Drei Jahre leitete er die chirurgische Abteilung des großen Lazaretts der Luftwaffe in Clichy. Als er im November 1944 in Kriegsgefangenschaft geriet, verlieh ihm die Johann Wolfgang Goethe-Universität Frankfurt am Main den Professorentitel. In der Nachkriegszeit kehrte er im März 1946 an das Bürgerhospital zurück.

### Lübeck und Hamburg

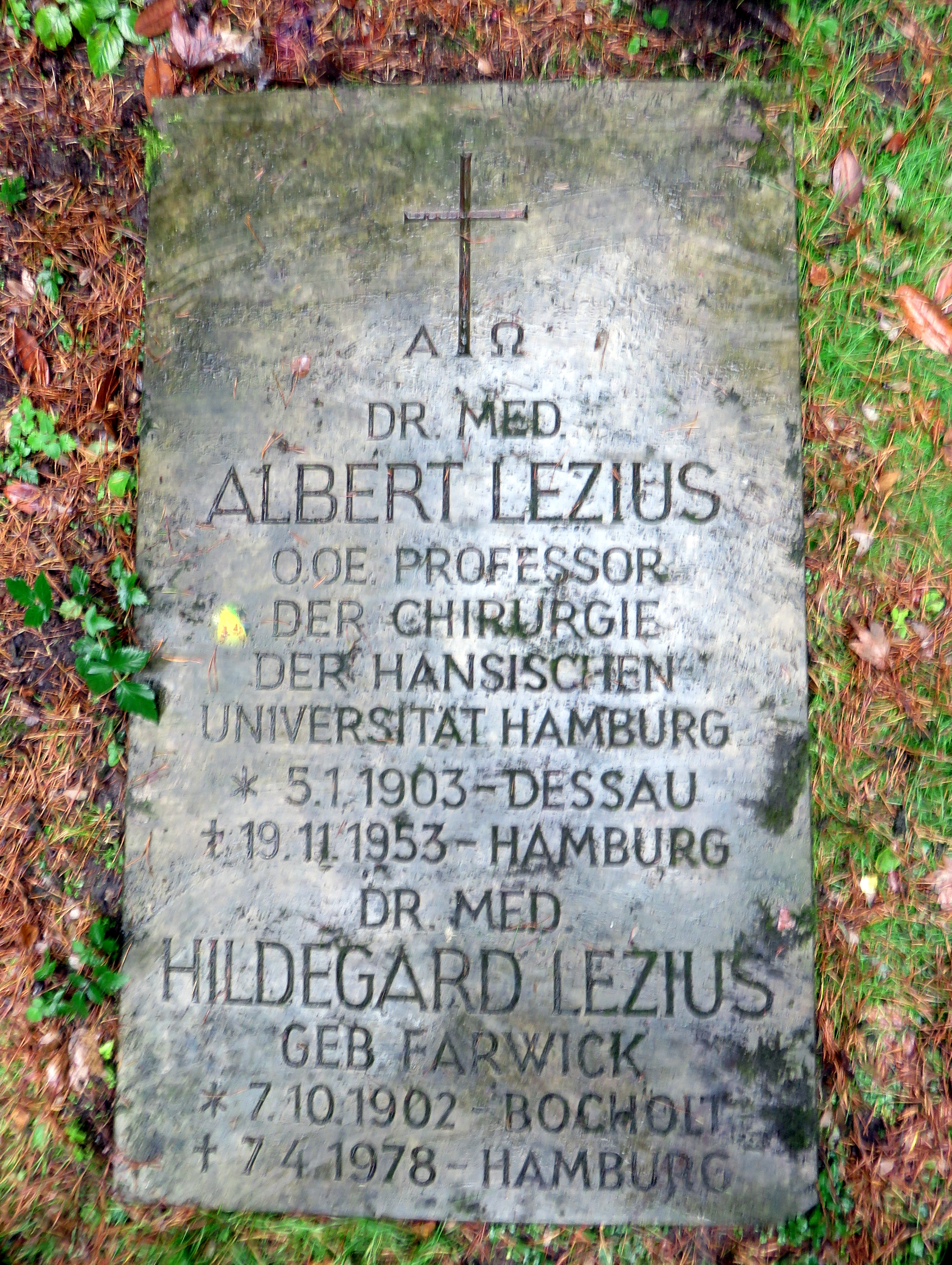
Grab Albert und Hildegard Lezius auf dem Friedhof Ohlsdorf

Schon nach einem Jahr übernahm er 1947 die Chirurgie im Lübecker Stadtkrankenhaus Ost. Hier konnte sich Lezius entfalten; in kürzester Zeit entstand ein in Norddeutschland seit langem fehlendes Zentrum für Thoraxchirurgie. Im Hochschulstadtteil Lübecks ist eine Straße nach ihm benannt.
1950 folgte Lezius dem nach langem Zögern ergangenen Ruf der Universität Hamburg auf ihren Lehrstuhl für Chirurgie. In der Nachfolge von Georg Ernst Konjetzny leitete er als Direktor die Chirurgische Klinik im Universitätsklinikum Hamburg-Eppendorf. Im selben Jahr führte Lezius 1950 erstmals in Hamburg eine geschlossene Herzoperation, eine Sprengung der Mitralklappe, durch. Er hatte sich schon eingehend mit anästhesiologischen Fragen befasst und förderte die von Karl Horatz betriebene Verselbständigung des „Narkosefachs“. Das nutzte auch ihm, weil er die Lungen- und Herzchirurgie ausbauen wollte. 1951 war er Vorsitzender der 68. Tagung der Vereinigung Nordwestdeutscher Chirurgen. Für die Operationslehre von Bier-Braun-Kümmell hatte er das Kapitel Herz- und Gefäßchirurgie  fertiggestellt. Mit Nissen und Karl Vossschulte gründete er die erste deutsche Fachzeitschrift für Thoraxchirurgie. Mit Nissen initiierte er die Gründung einer deutschen Sektion des International College of Surgeons. Bei der Vorbereitung einer Monografie zur Herzchirurgie erlitt er am 10. November 1953 einen Herzinfarkt, dem er neun Tage später erlag. Sein Nachfolger im UKE wurde Ludwig Zukschwerdt.
Albert Lezius wurde auf dem Ohlsdorfer Friedhof in Hamburg im Planquadrat AC 13 nordwestlich vom Nordteich beigesetzt.

## Ehrungen
- Mitglied der Società Triveneta di Chirurgia (Padua)
- Mitglied der Società tosco-umbra di chirurgia (Florenz)
- Wahl in die Deutsche Akademie der Naturforscher Leopoldina (1953)

## Schriften
- Die Lungenresektionen. Stuttgart 1953 (Neubearbeitung: Herman Christian Nohl-Oser, Rudolf Nissen, Hans Wilhelm Schreiber: Surgery of the lung, Thieme, 1981)
- mit Rudolf Nissen: Thoraxchirurgie, 1953.